# Buccochromis rhoadesii
Espèce
Statut de conservation UICN

 LC  : Préoccupation mineure
Buccochromis rhoadesii est une espèce de poissons d'eau douce de la famille des Cichlidae.

## Répartition
Cette espèces est présente dans le lac Malawi (Malawi, Mozambique et Tanzanie) et le lac Malombe (Malawi).

## Systématique
Le nom valide complet (avec auteur) de ce taxon est Buccochromis rhoadesii (Boulenger, 1908).
Cette espèce a été initialement décrite sous le taxon Paratilapia rhoadesii,.
Buccochromis rhoadesii a pour synonymes :
- Cyrtocara rhoadesii (Boulenger, 1908)
- Haplochromis rhoadesii (Boulenger, 1908)
- Paratilapia rhoadesii Boulenger, 1908

## Étymologie
Son épithète spécifique, rhoadesii, lui a été donnée en l'honneur du capitaine Edmund L. Rhoades.

## Publication originale
- (en) G. A. Boulenger, « Diagnoses of new fishes discovered by Capt. E. L. Rhoades in Lake Nyassa », Annals and Magazine of Natural History, Londres, Taylor & Francis, vol. 2, no 9,‎ septembre 1908, p. 238–243 (ISSN 0374-5481, OCLC 1481361, DOI 10.1080/00222930808692478, lire en ligne).